# Biemna saucia
Biemna saucia är en svampdjursart som beskrevs av Hooper, Capon och Hodder 1991. Biemna saucia ingår i släktet Biemna och familjen Desmacellidae.
Artens utbredningsområde är havet kring Australien. Inga underarter finns listade i Catalogue of Life.